# Печёночная недостаточность
Печёночная недостаточность — комплекс симптомов, характеризующийся нарушением одной или нескольких функций печени, появляющийся вследствие повреждения её паренхимы.
Портосистемная или печёночная энцефалопатия — симптомокомплекс нарушений ЦНС, возникающий при печеночной недостаточности.
Возникает портосистемная или печеночная энцефалопатия вследствие острого метаболического стресса (например, при кровотечении из варикозных вен, инфекциях, нарушениях электролитного обмена) у пациентов с хроническими заболеваниями печени и портосистемными шунтами. Клинически проявляется обратимыми расстройствами сознания и когнитивных функций, сонливостью, монотонной речью, тремором, дискоординацией движений.
Лечение заключается в ограничении количества белка в пищевом рационе, назначении лактулозы. Пациенты с печеночной энцефалопатией являются кандидатами на трансплантацию печени.

## Классификация
- По течению заболевания
  - Острая
  - Хроническая
- По стадиям
  - I начальная (компенсированная)
  - II выраженная (декомпенсированная)
  - III терминальная (дистрофическая) заканчивающаяся печеночной комой.
  - IV печеночная кома

## Клинические проявления
1. Во время первой стадии
  1. Снижение и извращение аппетита
  2. Слабость
  3. Тошнота
  4. Снижение трудоспособности
  5. Отвращение к пище
  6. Эмоциональные расстройства
2. Во время второй стадии
  1. Желтуха
  2. Геморрагический диатез
  3. Асцит
  4. Немотивированная слабость
  5. Диспептические расстройства
  6. Гипопротеинемические отеки
3. Во время третьей стадии
  1. Кахексия
  2. Глубокие нарушения обмена веществ
  3. Дистрофические изменения в других внутренних органах.
  4. Потеря сознания. Спонтанные движения и реакция на боль в начале комы и в дальнейшем исчезают. Расходящееся косоглазие. Отсутствие зрачковых реакций. Патологические (подошвенные) рефлексы. Судороги. Ригидность. ЭЭГ — замедление ритма, уменьшение амплитуды по мере углубления комы.